# ترک‌های سوئیس
ترک‌های سوئیس (ترکی استانبولی: İsviçre'deki Türkler) به شهروندان سوئیس از قومیت ترک گفته می‌شود. در طول دو دهه گذشته افزایش قابل توجهی در تنوع فرهنگ، زبان، آداب و رسوم سوئیس پدید آمده است. تعداد قابل توجهی از مهاجرت مسلمانان به سوئیس به اواخر دهه ۱۹۶۰ مربوط می‌شود که با ورود مهاجران جویای کار از ترکیه آغاز شد.

## جمعیت شناسی
در حدود ۵٪ از جوامع ترک مهاجر در سوئیس زندگی می‌کنند. که حدود ۸۰٪ مهاجرین ترک سوئیسی در ایالت‌های آلمانی زبان سوئیس به خصوص زوریخ، بازل و ارو پراکنده هستند.
جمعیت کنونی سوئیس‌های با منشا ترک در حدود ۱۲۰،۰۰۰ نفر برآورد می‌شود، براساس آخرین سرشماری سال ۲۰۰۷، ۷۳،۰۰۰ نفر مهاجر ترک زاده ترکیه در سوئیس زندگی می‌کنند که این آمار شامل کردها نیز می‌شود.

## دین

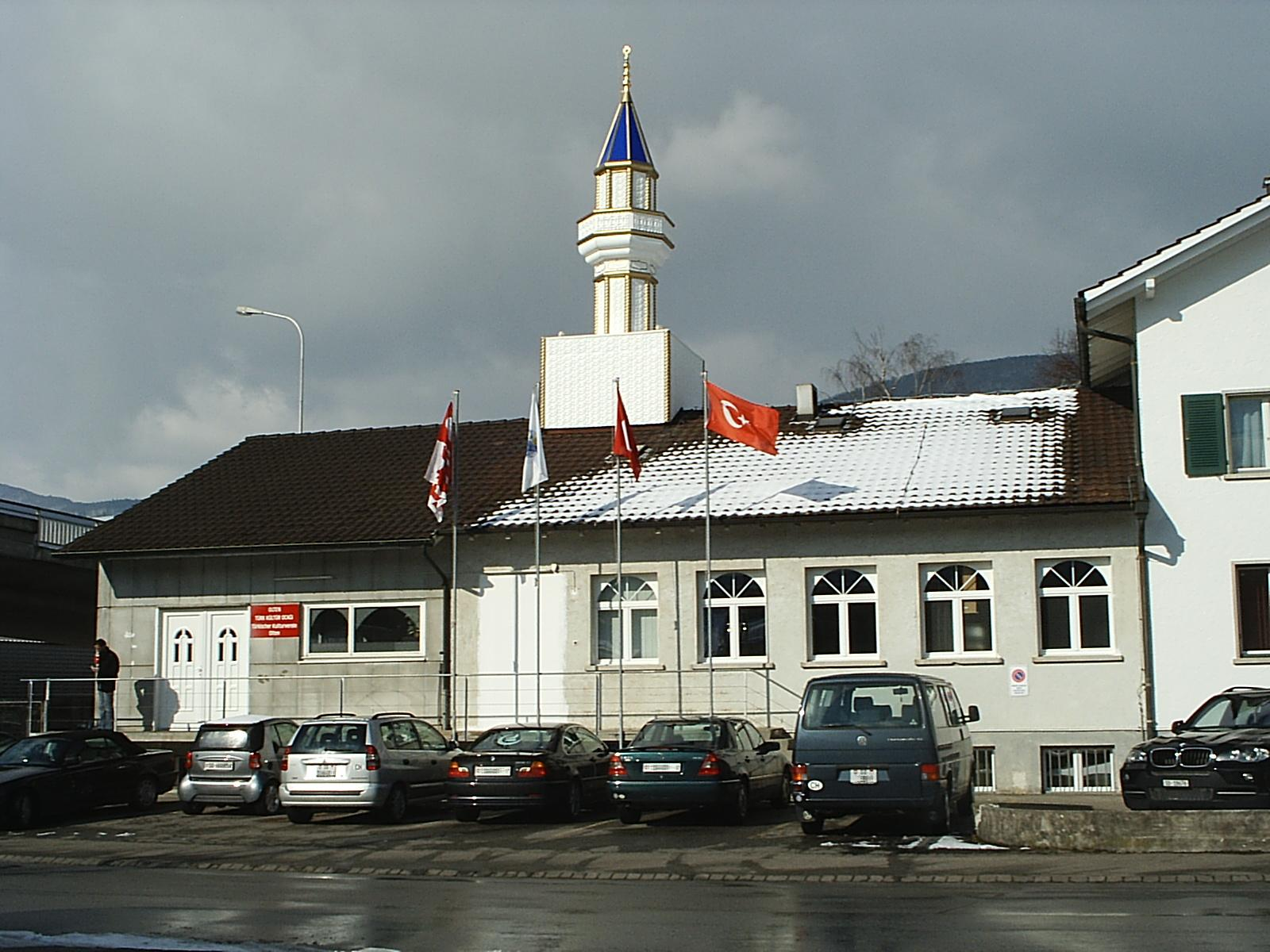
مسجد انجمن فرهنگی اولتن ترک, در وانگن بی اولتن.

اکثریت جامعه ترک در سوئیس پایبند به دین اسلام است. با این حال، سازمان‌های مذهبی آنان با دیگر جوامع مسلمان در سوئیس متفاوت است. هنگامی که در دهه ۱۹۷۰ جنبش اسلامی ملی گورؤش در آلمان برای جامعه ترک‌های آلمان تأسیس شد، برخی از ترک‌ها در سوئیس به این سازمان پیوستند اما فعالیت‌های سازمان امورمذهبی مسلمانان ترک، اداره امور دینی اقوام ترک خارج از کشور ترکیه را حمایت می‌کند.

## کتاب شناسی
- Haddad, Yvonne Yazbeck (2002). Muslims in the West: from sojourners to citizens. Oxford University Press. ISBN 0-19-514805-3..
- Organisation for Economic Co-operation and Development (2008). International Migration Outlook: SOPEMI 2008. OECD Publishing. ISBN 92-64-04565-1..